# Radó Teri
Radó Teri (Gyirok, 1900. december 29. – 1940 után) magyar színésznő.

## Élete
Radó (Róth) Miksa vasúti hivatalnok és Axelrad Erzsébet gyermekeként született. Az Országos Színészegyesület színiiskoláját 1918-ban végezte el. Pályáját 1918–19-ben a Medgyaszay Színházban kezdte, majd fellépett a Muskátli és a Fasor Kabaréban. 1921-ben szerepelt a Pódium Kabaréban. 1921–22-ben a Renaissance, 1922–23-ban a Vígszínház, 1924–25-ben a Blaha Lujza Színház, 1928–29-ben az Andrássy úti, 1931–32-ben a Magyar Színház tagja volt. Házasságkötése után visszavonult a színpadtól, de neve 1936-ig szerepelt a szerződés nélküli művészek névsorában. Fiatal leányszerepeket formált meg. 1938 körül férjével együtt Pécsre költözött.

### Magánélete
Házastársa Mezei Dezső részvénytársasági főtisztviselő volt, Mezei Árpád filozófus bátyja, akivel 1935. október 29-én Budapesten kötött házasságot. Férje a holokauszt áldozata lett.

## Szerepei

### Főbb színházi szerepei
- Lengyel Menyhért: A Néva-parti estély – Nadja
- Harsányi Zsolt: Őrgróf – Elza
- Heltai Jenő: Kis cukrászda – Manci
- Vaszary János: Becsületes megtaláló – Elza

### Filmszerepei
- Újraélők (1920)
- Naftalin (1928)
- Mit mond az Ali baba? (1928, szkeccs)
- Tavaszi zápor (1932) – kávéházi hölgy